# Tipula besselsi
Tipula besselsi är en tvåvingeart. Tipula besselsi ingår i släktet Tipula och familjen storharkrankar.

## Underarter
Arten delas in i följande underarter:
- T. b. besselsi
- T. b. centrasiatica